# Officersförbundet
Officersförbundet är ett svenskt fack- och yrkesförbund för all anställd militär personal (yrkesofficerare, reservofficerare, gruppbefäl, soldater och sjömän, GSS-T) samt för de som studerar till yrkesofficer (officersaspirant, kadett).  Officersförbundet tillhör SACO. Officersförbundet består av 39 lokala officersföreningar och har ca 20 000 medlemmar, varav ca 15 000 aktiva medlemmar. Anslutningsgraden är hög, ca 90 procent av Sveriges yrkesofficerare och cirka 70 procent av soldaterna och sjömännen är anslutna. Förbundsordförande är Stefan Morin.
Officersförbundets kansli ligger i Stockholm på Sturegatan 15. Förbundets medlemstidning heter Officerstidningen.

## Tillkomst
Officersförbundet bildades 1995 genom en sammanslagning av Svenska officersförbundet (bildat 1932) inom SACO och Officerarnas riksförbund inom TCO. Officerarnas riksförbund (ORF) var i sin tur bildat 1981 genom en sammanslagning av Kompaniofficersförbundet och Plutonsofficersförbundet.

## Ordförande

### Ordförande i Officersförbundet sedan 1995
- 1995–2001 Per Wahlberg
- 2001–2023 Lars Fresker
- 2023–     Stefan Morin

### Ordförande i Svenska Officersförbundet 1932–1995
- 1932–1936 Oscar Osterman
- 1936–1942 Axel Bredberg
- 1942–1950 Einar Björk
- 1950–1956 Karl Silfverberg
- 1956–1965 Gustav Lindgren
- 1965–1974 Sten Ljungqvist
- 1974–1980 Klas Normelius
- 1980–1983 Carl-Gustaf Hammarskjöld
- 1983–1990 Leif Törnquist
- 1990–1994 Hans Hagman
- 1994–1995 Per Wahlberg